# Cinco Días
Cinco Días es un diario económico español fundado en 1978, lo que le hace el más antiguo de la prensa económica española. El diario pertenece al grupo mediático español Prisa. La tirada del diario era en 2008 de 90.000 ejemplares.
Con motivo de su trigésimo aniversario, el diario ha instituido los "Premios Cinco Días" a la Innovación Empresarial.
Desde abril de 2017, la edición digital del diario forma parte del proyecto El País Economía, la mayor plataforma de información económica en español, junto con El País, diario líder en España, y Retina, el sitio de la transformación digital.
En marzo de 2018, el diario cumplió 40 años, motivo por el cual el periódico repasó su historia.
Desde septiembre de 2018, el subdirector de Economía y Trabajo del diario El País, Miguel Jiménez Cabeza, asumió la dirección del periódico Cinco Días.
En septiembre de 2020 asumió la dirección del diario decano de la prensa económica, empresarial y financiera José Antonio Vega, que se incorporó a la plantilla de CincoDías en 1984 y donde ejercía como director adjunto desde 2018.